# Jen Ledger
Jennifer Carole Ledger, född 8 december 1989 i England, är backupsångare och trummis för det grammynominerade kristna rockbandet Skillet sedan 2008 då Skillets förra trummis, Lori Peters, slutade.